# ヘンリー・モンタギュー＝スコット (第2代ボートンのモンタギュー男爵)
第2代ボートンのモンタギュー男爵ヘンリー・ジェームズ・モンタギュー＝スコット（英語: Henry James Montagu-Scott, 2nd Baron Montagu of Boughton、出生名ヘンリー・ジェームズ・スコット（Henry James Scott）、1776年12月16日 – 1845年10月30日）は、イギリスの貴族。1776年から1790年までヘンリー・ジェームズ・モンタギュー＝スコット卿の儀礼称号を使用した。

## 生涯
第3代バクルー公爵ヘンリー・スコットと妻エリザベス（1743年5月29日 – 1827年11月21日、初代モンタギュー公爵ジョージ・モンタギューの娘）の息子として、1776年12月16日にロンドンで生まれた。1790年5月23日に母方の祖父が死去すると、ボートンのモンタギュー男爵位を継承した。イートン・カレッジで教育を受けた後、1793年12月3日にケンブリッジ大学セント・ジョンズ・カレッジに入学、1797年にM.A.の学位を修得した。
1798年にダンフリーズシャー民兵隊の大尉になり、1802年に中佐に昇進した。1823年8月25日から1845年に死去するまでセルカークシャー統監を務めた。
1834年6月11日、オックスフォード大学よりD.C.L.の名誉学位を授与された。
私生活では作家ウォルター・スコットの友人であり、2人は文通相手だった。
1845年10月30日にロンドンのハミルトン・プレイスで死去、息子をもうけなかったため爵位は廃絶した。

## 家族
1804年11月22日、ジェーン・マーガレット・ダグラス（Jane Margaret Douglas、1779年12月21日 – 1859年1月8日、初代ダグラス男爵アーチボルド・ダグラスの娘）と結婚、4女をもうけた。
- ルーシー・エリザベス（1805年11月14日 – 1877年5月15日） - 1832年12月4日、第11代ヒューム伯爵コスパトリック・ヒュームと結婚、子供あり
- メアリー・マーガレット（1807年 – 1885年6月30日） - 1840年7月9日、フレデリック・クリントン（Frederick Clinton、1804年8月28日 – 1870年11月9日、ウィリアム・ヘンリー・クリントン（英語版）の息子）と結婚、子供あり
- ジェーン・キャロライン（1846年6月16日没）
- キャロライン・ジョージナ（Caroline Georgina、1891年12月5日没） - 1836年3月5日、ジョージ・ウィリアム・ホープ（英語版）（1808年7月4日 – 1863年10月18日）と結婚、子供あり